# Herrarnas lättvikts-fyra utan styrman i rodd vid olympiska sommarspelen 2008
Herrarnas lättvikts-fyra utan styrman i rodd vid olympiska sommarspelen 2008 avgjordes mellan den 10 och 17 augusti 2008.

## Medaljörer
| Gren                        | Guld                                                                               | Silver                                                                     | Brons                                                  |
| Lättvikts-fyra utan styrman | Danmark Thomas Ebert Morten Jørgensen Mads Christian Kruse Andersen Eskild Ebbesen | Polen Łukasz Pawłowski Bartłomiej Pawełczak Miłosz Bernatajtys Paweł Rańda | Kanada Iain Brambell Jon Beare Mike Lewis Liam Parsons |

## Resultat

### Heat

#### Heat 1
| Placering | Roddare                                     | Land           | Timd    | Noteringar |
| --------- | ------------------------------------------- | -------------- | ------- | ---------- |
| 1         | Huang, Wu, Zhang, Tian                      | Kina           | 5:51,30 | SA/B       |
| 2         | Chambers, Lindsay-Fynn, Mattick, Clarke     | Storbritannien | 5:52,38 | SA/B       |
| 3         | Chisholm, Edwards, Cureton, Skipworth       | Australien     | 5:55,18 | SA/B       |
| 4         | van der Linden, Godschalk, Snijders, Drewes | Nederländerna  | 5:57,54 | R          |
| 5         | Zidan, Ramadan, Gad, Ibrahim                | Egypten        | 6:11,71 | R          |

#### Heat 2
| Placering | Roddare                                | Land    | Timd    | Noteringar |
| --------- | -------------------------------------- | ------- | ------- | ---------- |
| 1         | Ebert, Joergensen, Ebbesen, Andersen   | Danmark | 5:50,12 | SA/B       |
| 2         | Brambell, Beare, Lewis, Parsons        | Kanada  | 5:52,13 | SA/B       |
| 3         | Vlcek, Amarante, Amitrano, Mascarenhas | Italien | 5:54,12 | SA/B       |
| 4         | Altman, Daly, Todd, Paradiso           | USA     | 5:56,54 | R          |

#### Heat 3
| Placering | Roddare                                        | Land      | Timd    | Noteringar |
| --------- | ---------------------------------------------- | --------- | ------- | ---------- |
| 1         | Seibt, Schoemann-Finck, J. Kuehner, M. Kuehner | Tyskland  | 5:50,16 | SA/B       |
| 2         | Solforosi, Raineau, Bette, Tilliet             | Frankrike | 5:51,68 | SA/B       |
| 3         | Pawłowski, Pawełczak, Bernatajtys, Rańda       | Polen     | 5:52,06 | SA/B       |
| 4         | Moynihan, Towey, Archibald, Griffin            | Irland    | 5:52,32 | R          |

### Återkval
| Placering | Roddare                                     | Land          | Timd    | Noteringar |
| --------- | ------------------------------------------- | ------------- | ------- | ---------- |
| 1         | Moynihan, Towey, Archibald, Griffin         | Irland        | 6:21,79 | SA/B       |
| 2         | van der Linden, Godschalk, Snijders, Drewes | Nederländerna | 6:25,25 | SA/B       |
| 3         | Altman, Daly, Todd, Paradiso                | USA           | 6:27,43 | SA/B       |
| 4         | Zidan, Ramadan, Gad, Ibrahim                | Egypten       | 6:37,50 | -          |

### Semifinaler A/B

#### Semifinal A/B 1
| Placering | Roddare                                        | Land          | Timd    | Noteringar |
| --------- | ---------------------------------------------- | ------------- | ------- | ---------- |
| 1         | Pawłowski, Pawełczak, Bernatajtys, Rańda       | Polen         | 6:06,60 | FA         |
| 2         | Brambell, Beare, Lewis, Parsons                | Kanada        | 6:07,86 | FA         |
| 3         | van der Linden, Godschalk, Snijders, Drewes    | Nederländerna | 6:08,73 | FA         |
| 4         | Chisholm, Edwards, Cureton, Skipworth          | Australien    | 6:12,38 | FB         |
| 5         | Huang, Wu, Zhang, Tian                         | Kina          | 6:12,55 | FB         |
|           | Seibt, Schoemann-Finck, J. Kuehner, M. Kuehner | Tyskland      | DNS     |            |

#### Semifinal A/B 2
| Placering | Roddare                                 | Land           | Timd    | Noteringar |
| --------- | --------------------------------------- | -------------- | ------- | ---------- |
| 1         | Ebert, Joergensen, Ebbesen, Andersen    | Danmark        | 6:05,75 | FA         |
| 2         | Solforosi, Raineau, Bette, Tilliet      | Frankrike      | 6:07,26 | FA         |
| 3         | Chambers, Lindsay-Fynn, Mattick, Clarke | Storbritannien | 6:08,75 | FA         |
| 4         | Moynihan, Towey, Archibald, Griffin     | Irland         | 6:13,85 | FB         |
| 5         | Vlcek, Amarante, Amitrano, Mascarenhas  | Italien        | 6:14,73 | FB         |
| 6         | Altman, Daly, Todd, Paradiso            | USA            | 6:16,30 | FB         |

### Final B
| Placering | Roddare                                | Land       | Timd    | Noteringar |
| --------- | -------------------------------------- | ---------- | ------- | ---------- |
| 1         | Vlcek, Amarante, Amitrano, Mascarenhas | Italien    | 6:03,12 |            |
| 2         | Huang, Wu, Zhang, Tian                 | Kina       | 6:04,48 |            |
| 3         | Chisholm, Edwards, Cureton, Skipworth  | Australien | 6:05,26 |            |
| 4         | Moynihan, Towey, Archibald, Griffin    | Irland     | 6:06,02 |            |
| 5         | Altman, Daly, Todd, Paradiso           | USA        | 6:07,79 |            |

### Final A
| Placering | Roddare                                     | Land           | Timd    | Noteringar |
| --------- | ------------------------------------------- | -------------- | ------- | ---------- |
|           | Ebert, Joergensen, Ebbesen, Andersen        | Danmark        | 5:47,76 |            |
|           | Pawłowski, Pawełczak, Bernatajtys, Rańda    | Polen          | 5:49,39 |            |
|           | Brambell, Beare, Lewis, Parsons             | Kanada         | 5:50,09 |            |
| 4         | Solforosi, Raineau, Bette, Tilliet          | Frankrike      | 5:51,22 |            |
| 5         | Chambers, Lindsay-Fynn, Mattick, Clarke     | Storbritannien | 5:52,12 |            |
| 6         | van der Linden, Godschalk, Snijders, Drewes | Nederländerna  | 5:54,06 |            |